# Kummerita
La kummerita és un mineral de la classe dels fosfats, que pertany al grup de la laueïta. Rep el nom per Rudolf Kummer (1924-1982), director miner de la mina de Cornelia (Hagendorf Sud) des de 1964 fins a la seva mort el 1982. "Rudi" va apreciar i va conèixer molt bé les troballes minerals a la mina i va donar molt de suport als geòlegs, mineralogistes i col·leccionistes que van venir a estudiar i recollir mostres de la mina.

## Característiques
La kummerita és un fosfat de fórmula química Mn²⁺Fe³⁺Al(PO₄)₂(OH)₂(H₂O)₆·2H₂O. Va ser aprovada com a espècie vàlida per l'Associació Mineralògica Internacional l'any 2015, i la primera publicació data del 2016. Cristal·litza en el sistema triclínic. És un mineral isostructural amb la laueïta, i químicament és molt similar a la rittmannita.

## Formació i jaciments
Va ser descoberta a la pegmatita Hagendorf Sud, a la localitat de Hagendorf, a l'Alt Palatinat (Baviera, Alemanya). Es tracta de l'únic indret de tot el planeta on ha estat descrita aquesta espècie mineral.